# Cronologia di Duluoz
La cronologia di Duluoz è l'ordine con cui si riportano i vari romanzi scritti da Jack Kerouac e il relativo anno in cui sono stati scritti e pubblicati. La lista è ordinata tenendo conto degli avvenimenti autobiografici descritti nei vari libri partendo dall'infanzia dell'autore (Visions of Gerard, collocazione nella cronologia di Duluoz: Lowell, 1922-1926) fino al viaggio che compì in Francia alla ricerca delle origini del suo nome (Satori in Paris, collocazione nella cronologia di Duluoz: Parigi, giugno 1965).

## La leggenda di Duluoz
La leggenda di Duluoz è l'opera completa di Jack Kerouac in ordine cronologico degli accadimenti della sua vita, così come l'aveva vissuta l'autore.
- Visioni di Gerard, i suoi primi anni di vita.
- Il dottor Sax, l'infanzia.
- Maggie Cassidy, l'adolescenza.
- Vanità di Duluoz, gli anni del college e dei primi contatti con William S. Burroughs e Neal Cassady.
- La città e la metropoli, narra la storia della famiglia dal 1935 al 1946.
- Sulla strada, quando Kerouac incontra Cassady.
- I vagabondi del Dharma, racconta una passeggiata in montagna.
- Visioni di Cody, riporta i viaggi e i discorsi con Cassady.
- Viaggiatore solitario, racconta il periodo di New York, negli anni prima del successo.
- I sotterranei, racconta una storia d'amore a New York.
- Tristessa, racconta il mese trascorso a Città del Messico.
- Angeli di desolazione, racconta il periodo di due mesi passato a far la guardia forestale a Desolation Peak.
- Il libro dei sogni, è un diario di sogni.
- Big Sur, narra l'esaurimento psichico e la psicosi alcoolica, dopo che divenne celebre.
- Satori a Parigi, dove racconta del viaggio a Parigi e della solitudine provata in Bretagna.